# Etableringsersättning
Etableringsersättning är en ersättning som utbetalas i Sverige till nyanlända flyktingar för att dessa inte ska vara hänvisade till försörjningsstöd. En nyanländ är i Sverige en flykting som har fått uppehållstillstånd och inte längre är asylsökande. Bidraget riktar sig enbart till personer i arbetsför ålder som fått uppehållstillstånd som flykting, kvotflykting eller skyddsbehövande. I väntan på beslut får asylsökande istället ett avsevärt lägre bidrag enligt Lagen om mottagande av asylsökande. 
Etableringsersättningen beslutas om av Försäkringskassan om den nyanlände deltar i etableringsprogrammet hos arbetsförmedlingen. Etableringsprogrammet syftar till att den nyanlände flyktingen ska närma sig arbetsmarknaden och kunna skaffa sig egen försörjning. För att ha rätt till etableringsersättning måste den nyanlände flyktingen medverka till och följa etableringsprogrammet. Etableringsprogrammet är på heltid. De som inte är berättigade till etableringsersättning eller inte klarar sig på den ersättning de får är hänvisade till försörjningsstöd.
Etableringsersättningen består av:
- Ett grundbelopp per nyanländ flykting i arbetsför ålder. Beloppet är 308 kronor per vardag år 2020.
- Barntillägg för hemmavarande barn till den nyanlände flyktingen om 800 kr per månad och barn som inte har fyllt 11 år och 1 500 kronor per barn som har fyllt 11 år (år 2020). Tillägget utbetalas endast för de tre äldsta barnen om man har fler barn.[5]
- Bostadsersättning som kan beviljas nyanlända flyktingar som inte delar bostad. Bostadsersättning betalas ut för bostadskostnad som överstiger 1 800 kronor per månad, och kan högst uppgå till 3 900 kronor.[5]

## Definition av nyanländ
Begreppet nyanländ har olika definition i olika sammanhang, men används ofta om flykting, ibland även flyktinganhörig, som nyligen har fått beviljat uppehållstillstånd, och därigenom har rätt till etableringsersättning. Den i skollagen (2010:800) använda definitionen (3 kap. 12 a§) avser istället den som har varit bosatt utomlands, nu är bosatt i Sverige, och som har påbörjat sin utbildning i landet senare än höstterminens start det kalenderår då han eller hon fyller sju år. En nyanländ person enligt skollagen behöver sålunda inte vara flykting eller ha fått uppehållstillstånd, och kan även vara svensk medborgare, medan den i "Förordning (2015:848) om statsbidrag för särskilda främjande- och utvecklingsinsatser i syfte att påskynda nyanlända invandrares etablering på arbetsmarknaden" använda definitionen är: "Med nyanländ avses i denna förordning en person som omfattas av lagen (2017:584) om ansvar för etableringsinsatser för vissa nyanlända invandrare eller en annan person utan erfarenhet av svenskt arbetsliv eller med begränsad sådan erfarenhet. Förordning (2017:1170)." År 2014 avsåg Migrationsverket med nyanländ en flykting som har fått uppehållstillstånd och inte längre är asylsökande, och som fortfarande omfattas av lagen om etableringsinsatser (normalt 2–3 år). Även anhöriga till den som fått asyl ansågs vara nyanlända. I SOU 2012:9 (Statens Offentliga Utredningar 2012:9) och SOU 2012:69 används begreppet "nyanländ utrikes född" varmed avses en utrikes född person som varit folkbokförd i Sverige kortare tid än fyra år. Språktidningen angav 2016 att ordet nyanländ ofta används som synonym till flykting och asylsökande. I SAOL 14 (2015) finns ordet enbart upptaget som adjektiv, men med tillägget "särsk. om person som nyligen fått asyl i Sverige", vilket är en betydelseglidning i förhållande till tidigare upplagor av SAOL där detta tillägg inte finns, samt även i förhållande till SAOB.